# Internetová seznamka
Internetová seznamka je portál, kde si lidé mohou založit svůj profil a vyhledávat podle různých kritérií profily ostatních uživatelů za účelem najít potenciálního životního partnera, přátele nebo jen krátkodobý vztah pro sexuální aktivity. Nutností pro uživatele je připojení k internetu.
Základem je vytvořit si profil a vyplnit základní osobní údaje. Následuje fáze hledání a navazování kontaktu s ostatními uživateli. Většinou si hned na úvodní liště uživatel může vybrat z nabídky seznámení (například: On hledá ji, On hledá jeho, Ona hledá jeho, Ona hledá ji, Hledám kamaráda/kamarádku). Uživatel seznamky může prohlížet profily ostatních, sdílet fotografie, posílat zprávy.
Rande si tímto způsobem domlouvá jedna třetina nezadaných Čechů. Avšak každý pátý je úspěšný.
Podle PEW Pesearch Centre 29 % dotázaných Američanů zná někoho, kdo se seznámil se svým budoucím partnerem přes seznamku a následně s ním uzavřel sňatek nebo žije v dlouhodobém vztahu. Z průzkumu také vyplývá, že 80 % Američanů si myslí, že internetové seznamky jsou dobré pro seznámení s novými lidmi. Až 61 % lidí souhlasilo, že tento způsob seznámení je lehčí a více efektivní, ne jsou běžné způsoby seznámení.
Dopady pro společnost jsou zásadní. Výzkum vědců z Cornellovy univerzity poukazuje na fakt, že lidé, kteří se setkávají on-line, bývají úplní cizinci. Když spolu zůstanou, zakládají sociální vazby, které nikdy předtím neexistovaly. Tato studie se nejvíce zaměřila na to, jak online vztahy mění mezirasové vztahy, které jsou podle nich dobře analyzovatelné. Jejich zjištění jsou v souladu s prudkým nárůstem mezirasových manželství v USA za poslední dvě desetiletí.

## Druhy seznamek
Seznamky na internetu jsou buď všeobecné, nebo se specializují na určité uživatele (např. gay seznamky ) nebo oblasti zájmu (např. erotické seznamky).
Stále ještě novinkou ve světě seznámení je také výběr vhodného partnera prostřednictvím matematického algoritmu, který porovná podrobný osobnostní profil zájemce s ostatními profily v databázi a navrhne osobu, která se k zájemci hodí nejvíce. V Česku však uživatelé zatím preferují tradičnější způsoby seznámení a případné partnery oslovují sami na základě vlastního uvážení. Také Tinder nebo Badoo již dnes pracují s propracovanými algoritmy, které dokáží na základě chování a vyplněných údajů propojovat profily, které se k sobě více hodí. Také je stále kladen důraz na vyšší specializaci seznamek, kdy již dávno nemáme jen specializované seznamky pro gaye, bisexuály, erotické či sexuální seznamky. Dále se rozvijí také seznamky filtrující na základě věku, jelikož požadavky na software se na základě věku velmi liší. Na oblibě získávají také luxusní seznamky pro movité zákazníky nebo seznamky na takzvaný sugardating.

### České internetové seznamky
Seznamte.se
Je to jeden z největších seznamovacích portálů. Nemá žádné zaměření a funguje ve stylu sociálních sítí. Uživatelé kromě vztahu hledají přátelství nebo jen flirt. Základní užívání je zdarma. Registrace je možná i prostřednictvím aplikace Facebook. Výhodou stránky je, že můžete porovnávat profily přímo ve vyhledávání nebo posílat obrázky ve zprávě. Portál dále nabízí "Rychloseznamku", která umožňuje snadný přístup k fotografiím uživatelů, díky kterému můžete vyjádřit sympatie druhé osobě a ihned ji kontaktovat. Další výhodou je "Vědecký seznamovací dotazník", který by vám měl pomoci najít správného partnera (vyplnění ale není povinné jako u jiných seznamek). Jako poslední příjemná výhoda této stránky je "Partnerská shoda dle zvěrokruhu". Při prohlížení profilů máte možnost se podívat na shodu podle znamení zvěrokruhu a stručné posouzení dvojice.
Yellobar
Jedná se o český projekt, který je na českém internetu od roku 2014. Svým registrovaným uživatelům nabízí soukromí a pouze ověřené profily. Registrovaný uživatel vidí vždy a jen profily, dle vlastních preferencí (muž heterosexuál, vidí profily heterosexuálních žen, gayové vidí pouze gaye a lesby pouze lesby). Díky tomu nedochází ke šmírování a uživatelům je nabídnuto soukromí. Seznamka je plně responzivní. Pokud uživatel chce urychlit své seznamování má možnost využít tzv. Inzerát, který je umístěn v každém profilu a proto je šance na seznámení vyšší a rychlejší. Tato funkce společně s jednorázovým registračním poplatkem jsou jediné platby na celé seznamce. Seznamka také nabízí krom standardních funkcí jako je hodnocení fotek, hledání vhodných protějšku, dle lokality, věku, koníčků, znamení atd., také časovou Timelinu, kde je možné sledovat přehledně veškeré dění na seznamce a nenechat si tak ujít toho pravého partnera.
Štěstí
Tato seznamka nemá žádné specifické zaměření a díky její rozsáhlosti je zde veliká šance na seznámení. Seznamka je placená, částka v základu ale nepřesáhne 100 Kč za rok. Portál kombinuje prvky klasické seznamky s inzertní. Ovládání je jednoduché. Zajímavým bonusem seznamky je mobilní aplikace nebo škola seznamování. I díky poplatkům se jedná o bezpečný portál.
Seznamka.cz
Tato seznamka funguje již přes 20 let na systému inzerátu. Jednoduše ho pověsíte na web a čekáte, až vám někdo odpoví. Eventuálně vy reagujete na ty, které vás zaujmou. Seznamka je v Čechách velice rozšířená a má mnoho uživatelů. Je velice jednoduchá na ovládání, takže je vhodná pro méně zdatné v technice. Nejsou vám účtovány žádné poplatky, je zdarma. Je zde možnost koupit si VIP balíček, který vám dá více prostoru pro test a bude váš inzerát více propagovat.
eDarling
Mezinárodní seznamka se zaměřením na dlouhodobé vztahy. Opět založena na principu matching. Při registraci vyplníte psychologický test, který by vám měl pomoci najít ideálního partnera. Na základě porovnání vám zašlou nabídky na seznámení. Poplatek za službu platíte již při registraci. Pokud poplatek nezaplatíte, omezí se vám nabídky partnerů. Peníze ale můžete dostat zpět, pokud si do půl roku nenajdete partnera. Následující půl rok je pak zdarma.
Elite date
Seznamka ideální pro hledání trvalých vztahů. Funguje na principu matching, který porovnává profily osobností a jejich preference. Základní služby jsou zdarma, pokročilejší užívaní je zpoplatněno. Poplatek má odlákat uživatele, které seznámení nemyslí vážně a zaručí větší bezpečnost. Na tu je u této seznamky kladen velký důraz. Všechny profily jsou ověřovány. Součástí služeb je i poradna s tipy na seznámení.
Sparkl.cz
Seznamka pomáhá nezadaným lidem hledat svůj nejlepší protějšek díky vyhledávacímu algoritmu a zadaným lidem, kteří hledají povyražení a seznámení s novými lidmi.

### Příklady dalších českých populárních internetových seznamek
- Rande
- Lidé
- Známost
- Líbim se ti
- Twoo

### Zahraniční internetové seznamky
Match
Mezinárodní internetová seznamka, která je opět založena na matchingu. Registrace je zdarma, ale následná komunikace přes zprávy je zpoplatně poměrně vysokým poplatkem. Na úvod vyplníte lehký dotazník o sobě a své požadavky. Na svůj profil můžete nahrát až 24 fotografií. Důležitá je i část, kde se popíšete vlastními slovy. Match z ní vygeneruje klíčová slova a na jejich základě hledá vhodného partnera. Proto buďte uvážlivý, co do této části napíšete.
OkCupid
Výhodou této stránky je, že i bez zaplacení poplatku můžete používat důležité funkce, jako je psaní. Pokud přesto chcete více pokročilé hledání, můžete poplatek zaplatit. Při registraci vyplníte formulář na jehož základě vám budou nabídnutí potenciální vhodní partneři.
eHarmony
Seznamka zaměřená na ty, které hledají partnero podle nějakých kritériích, jako je například náboženství, věk nebo příslušnost k etniku. I bez poplatku můžete využívat poměrně podrobné vyhledávání. Pokud chcete vidět fotky uživatelé, musíte ale zaplatit poplatek. Přesto ale uvidíte, jestli lidé, které vám stránka vygenerovala, mají o vás zájem, než poplatek zaplatíte.

### Příklady dalších populárních zahraničních internetových seznamek
- Badoo
- Tinder
- Chemistry
- Elite Singles
- Mate1
- PlentyOfFish
- Zoosk[10]

## Trendy v dnešní době
Seznamování přes internet je čím dál populárnější: online se seznamuje každý desátý Američan, přibližně třetina nově sezdaných manželství v USA začala na internetu a trh se seznamováním generuje miliardy dolarů ročně. Velkým trendem jsou různé mobilní aplikace, které fungují jako seznamky. Tyto aplikace často nabízejí možnost propojit profil s profilem již existujícím na sociální síti (např. Facebook, Instagram, Twitter). Aplikace tak využívá mnohem více informací o uživateli, má k dispozici fotky nahrané na sociální sítě a dokáže uživatelům sdělit, zda mají společné přátele. Podle informací z Facebooku také může propojit uživatele se společnými zájmy, které definuje podle shodných lajků na stránce nebo podle účasti na stejných událostech.
Jednou z nejrozšířenějších mobilních aplikací je v současnosti Tinder. Ten funguje na principu sledování polohy uživatele. Uživatel si vytvoří profil a aplikace mu nabídne fotografie lidí, kteří se nachází v jeho okolí. Ty potom uživatel třídí jednoduchým kliknutím na ty, kteří se mu líbí a na ty, kteří mu sympatičtí nejsou. V případě že dojde ke shodě, tedy pokud se navzájem uživatelé označí za sympatické, aplikace jim umožní zahájit chat. Obdobou Tinderu je aplikace s názvem Grindr, která je určena pro homosexuály.
Další aplikací, která posunula internetové seznamování, je Happn. Tato mobilní aplikace funguje díky přesné lokalizaci uživatele a do telefonu zaznamenává všechny profily dalších uživatelů, kteří se potkali, minuli. Happn dokonce vytvoří mapu a označí místo, kde ke střetnutí došlo, případně kolikrát již uživatelé prošli kolem sebe. Tato aplikace může být přínosná, pokud si někdo netroufá (nebo nestihne) dotyčného oslovit hned. Pokud i on aplikaci vlastní, jednoduše ho najde v seznamu a může mu napsat soukromou zprávu. 

## Výhody
Je zapotřebí si najít seriozní seznamku, některé jsou i s registračním poplatkem. Výhodou je seznámení se prostřednictvím seznamky v rámci domova, první komunikace je přes chat nebo e-mail, nemůže nastat trapná situace při prvním setkání a navíc se o dotyčném dají zjistit základní informace. 
Internetové seznamky se dnes těší docela velké popularitě. Je to především tím, že mnoho lidí nemá čas ani příležitost vyrazit si do společnosti a poznat někoho osobně.
Portály jsou často rozdělené podle věkové kategorie, místa bydliště nebo koníčků. Díky tomu můžete specifikovat váš objekt zájmu.
Mezi hlavní výhody se řadí, že už od začátku víte, jak váš potenciální partner vypadá a už předem znáte jeho zájmy. Můžete si vybírat proto i podle společných koníčků, oblíbených filmů, knih, hudby a dalších zajímavostí. Dozvědět se můžete rovněž o povolání a cílech do života. Můžete si i vybrat i základě preferovaného vzhledu.  I díky těmto výhodám si můžete hledat “partnera na míru”.
Další výhodu je, že můžete ignorovat pro vás nepřijatelné partnery, kteří s vámi chtějí navázat kontakt. 
Mnozí používají seznamky i pro trávení volného času jako zábavu. Navazují tak kontakty jen pro chatování. Můžete si ale i zdokonalit vaše jazykové schopnosti, když si vybere zahraniční seznamovací portál či cizince. Pro některé je dokonce najití zahraničího partnera atraktivní volba. 
Internetové seznamky jsou často rozdělené podle věkové kategorie, místa bydliště nebo koníčků. Díky tomu můžete specifikovat váš objekt zájmu. Díky skutečnosti, že budete mít například stejné koníčky, odpadne ta trapná chvilka ticha, kdy si s tím druhým nemáte o čem povídat. Záleží tedy jen na vás, do jaké seznamovací skupiny se přihlásíte a v jakých vodách budete hledat.
I když se pro některé nejedná o romantických způsob seznámení, jedná se podle statistik o úspěšnou metodu  z hlediska trvanlivosti manželství. Tyto svazky končí podle vědců z Chicaga  vzácněji rozvodem než ty, kde se partneři potakali při náhodném setkání nebo prostřednictvím společných přátel.
Výzkum psychologů z Chicago University, který probíhal v letech 2005 až 2012, ukázal na základu sledování dvaceti tisíc osob, že manželství z internetových seznamek končí o 25 % měně často rozvodem.
Podle odborníků to může být způsobeno faktem, že lidé z internetových seznamek jsou silněji motivováni nalezením životního partnera.
„Manželství vzniklá seznámením na internetu jsou nejen trvanlivější, ale také šťastnější. Osoby, které žily na konci sledovaného období ještě stále v manželství, byly šťastnější, pokud se seznámily na internetu,“ uvedl profesor John Cacioppo z Chicago University.

## Nevýhody a nebezpečí
Největším a jistým rizikem je fakt, že pokud se jedná o neověřené profily na internetových seznamkách, které většinou své služby poskytují zdarma, údaje nemusí být pravdivé. Za profilovou fotkou se na druhé straně počítače může skrývat kdokoliv. Při domlouvání schůzky je proto zapotřebí velké obezřetnosti. Komunikace prostřednictvím chatu může být pro některé stydlivé uživatele příjemnější než osobní kontakt. Zároveň si ale uživatel musí uvědomit, že někomu tato částečná anonymita může posunout hranice natolik, že si dovolí napsat víc, než by mu ve skutečnosti řekl do očí.
Dávat o sobě příliš informací na internet je dalším nebezpečím, které skýtají internetové seznamky. Jsou zaznamenány případy, kdy se o osobu zajímal stalker a seznámení přerostlo v obtěžování a pronásledování, které muselo být oznámeno na policii.

## Zásady bezpečného online seznámení
1. Při vyplňování profilu na sebe neprozrazujte příliš. Věřte, že potenciální zájemci se obejdou bez vaší adresy i telefonního čísla.
2. Profilovou fotku vybírejte s citem, příliš odhalené a sexy fotky na profil opravdu nepatří. Vaše profilovka je jedna z prvních věcí, co zájemci vidí a nevhodná fotografie by je mohla od seznámení s vámi spíše odradit.
3. Důvěřuj, ale prověřuj. Falešných profilů je na Internetu celá řada, a vy si tak nikdy nemůžete být stoprocentně jisti tím, kdo skutečně sedí na druhém konci. Pokud souhlasíte s první schůzkou, řekněte své rodině či známým, kam se svou internetovou známostí půjdete a držte se míst, kde je hodně lidí. Na první reálné schůzce se navíc dotyčného zeptejte na několik drobností z vašich předchozích online rozhovorů. Ověříte si tak, že jde skutečně o toho, s kým jste si až dosud psali.
4. Naučte se říkat ne. Pokud vám přijde při virtuálním seznamování chování toho druhého podezřelé, či se cítíte nepříjemně, je lepší celou věc rázně ukončit a rozhodně se s daným člověkem reálně nescházet.